# Mind Over Magic
Psych: Mind Over Magic è un romanzo giallo di William Rabkin pubblicato il 7 giugno 2009, secondo di una pentalogia basata sulla serie televisiva USA Network Psych, creata da Steve Franks.
Il libro, il cui titolo è approssimativamente traducibile come: "La mente al di sopra della magia", è scritto in terza persona con narratore onnisciente e presenta i medesimi luoghi e personaggi della serie TV, oltre ad aprirsi con un flashback relativo all'infanzia del protagonista in maniera analoga agli episodi.
I fatti narrati si svolgono nel 2008 ma dopo di A Mind Is a Terrible Thing to Read, motivo per cui vanno idealmente collocati a metà della terza stagione dello show.

## Trama
1988: Tornato a casa dopo una dura giornata di lavoro Henry trova Shawn e Gus abbuffarsi con una torta matrimoniale nella veranda; incuriosito di come si siano procurati i soldi per acquistarla, l'uomo li mette sotto torchio scoprendo che il figlio ha truffato diverse persone tramite giochi di prestigio appresi alla "Fortezza della Magia", un'attrattiva locale, e, furibondo, si reca sul posto per arrestare il responsabile di tali insegnamenti.
2008: Impossibilitato ad andare alla "Fortezza della Magia" a causa di una ordinanza restrittiva emessa vent'anni prima contro di lui, Henry affida a Shawn e Gus il compito di portarvi il regalo per un suo amico che vi sta festeggiando l'addio al celibato. Giunti sul luogo tuttavia, i due si fermano ad osservare la performance dell'eccentrico P'tol P'kah, detto "Il mago marziano", che dichiara di potersi dissolvere all'interno di una tanica d'acqua. Il trucco riesce alla perfezione ma, nella tanica, invece del presunto marziano ricompare un cadavere.
L'indagine che ne segue arriva immediatamente ad un punto morto, non solo a causa del riserbo che il prestigiatore manteneva riguardo alla sua vera identità, ma anche a causa dell'intervento della FCC, capitanata dal maggiore Holly Voges, che subentra a Jules e Lassiter tramite un mandato che impedisce loro di analizzare la tanica ed il corpo dell'uomo.
Per aggirare l'ostacolo, la Psych si fa assumere dal legale di P'tol P'kah, Benny Fleck, anch'egli all'oscuro di qualsiasi dettaglio riguardo al suo cliente ma deciso a scoprire dove si trovi.
Dopo una serie di indagini inconcludenti, Shawn comprende la verità riguardo al trucco della dissoluzione e risolve il mistero: "il mago marziano" è in realtà Doug Firrell, agente del FCC ed amante della Voges che, servendosi di una nuova tecnologia olografica rubata con l'assistenza di quest'ultima, ha alterato il suo aspetto e messo in scena numerose performance guadagnando denaro ed ammirazione fino a montarsi eccessivamente la testa; cosa che ha spinto la donna a minacciare di rivelare la verità sul suo conto a meno che non lasciasse tale attività; contrario all'idea però, Firrell ha preferito suicidarsi sott'acqua durante la sua ultima performance dopo aver disattivato l'ologramma: il corpo apparso è dunque il vero P'tol P'kah.

## Dedica
Nella prima pagina del libro è riportata la dedica dell'autore: "This one is for Carrie, too" ("Anche questo è per Carrie"), come già avvenuto in apertura del precedente romanzo.

## Riferimenti
Nel corso dell'opera vengono citati fatti avvenuti negli episodi I favolosi anni settanta e Liberate Babbo Natale.
Sono menzionati più o meno esplicitamente Martian Manhunter, Capitan Marvel e Batman, della DC Comics, nonché Hulk, l'Uomo Ragno, Deathlok e gli X-Men, della Marvel Comics.
Durante alcuni scambi di battute tra i personaggi vengono citati i film Terminator, Goonies, Wargames - Giochi di guerra, Colossus: The Forbin Project, Corto circuito, Matrix, Apollo 13, Ghostbusters - Acchiappafantasmi, Casinò, Il fuggitivo, Planet of the Apes - Il pianeta delle scimmie, Boogie Nights - L'altra Hollywood, Lo squalo 4 - La vendetta e The Prestige; oltre ai libri Divina Commedia, Il fantasma dell'opera, Sherlock Holmes, I miserabili e Il padrino.

## Edizioni
- William Rabkin, Psych: Mind Over Magic, collana Narrativa, Penguin Group, 2009,  pp. 288, ISBN 0-451-22744-1.